# Federico de Urrutia
Federico González Navarro (1907-1988), más conocido por su nombre de pluma Federico de Urrutia, fue un poeta y propagandista español de filiación falangista e inclinaciones antisemitas y pronazis.

## Biografía
Nacido en 1907, Federico de Urrutia formó parte del círculo de poetas en torno a José Antonio Primo de Rivera y se convirtió en militante de Falange Española en 1933.
Convencido antisemita y filonazi, durante la Segunda República colaboró como redactor de Informaciones, entonces órgano de propaganda de la Alemania nazi en España.
También colaboró en ABC.
Ya comenzada la guerra civil, se convirtió a finales de 1936 en miembro de la estructura de la Jefatura Nacional de Prensa y Propaganda de Falange Española de las JONS, encabezada por Vicente de Cadenas y Vicent, adoptando Urrutia el rol de jefe de Propaganda. Calificado por Camazón Linacero como el «rapsoda del nacionalsindicalismo franquista», en 1938, tras el Decreto de Unificación, publicó un poemario, Poemas de la Falange Eterna, prologado por Manuel Halcón, que exaltaba el papel de los combatientes falangistas en el conflicto y en el que trató a Francisco Franco en clave de «César visionario». Colaborador en la revista Vértice, llegó a ser redactor jefe de la publicación.
Jefe de Prensa de la Falange Exterior, escribió en su  Boletín Informativo de la Delegación Nacional del Servicio Exterior. Postuló la necesidad de educar a las futuras generaciones en la idea de «cruzada». Fue delegado de Educación Popular de Madrid. Colaborador con Josef Hans Lazar, Domínguez Arribas coloca a Urrutia como el principal agente español de un plan extensivo de propaganda nazi en España desarrollado a comienzos de 1942.
En 1939 publicó La paz que quiere Hitler, libro apologético del papel del Tercer Reich como iniciador de la Segunda Guerra Mundial al invadir Polonia, así como Por qué murió Calvo Sotelo, una hagiografía del político. Fue editor en 1940 de Poemas de la Alemania eterna, un libro de poemas que idolatraba a Adolf Hitler situándole como «restaurador de una Germania heredera de los Nibelungos y campeona de la cruz frente a judíos, masones, capitalistas y comunistas».
Falleció en 1988.